# Перейра, Педру
Пе́дру Миге́л де Алме́йда Ло́пеш Пере́йра (порт. Pedro Miguel de Almeida Lopes Pereira; 22 января 1998 года, Лиссабон, Португалия) — португальский футболист, защитника клуба «Монца».

## Клубная карьера
Педру Перейра является одним из многочисленных воспитанников академии «Бенфики». 2 июля 2015 года подписал профессиональный контракт с клубом «Сампдория».
4 сентября 2015 года дебютировал в Серии А в поединке третьего тура против «Болоньи» выйдя на замену на 21-й минуте вместо травмированного Маттия Кассани. В общей сложности в сезоне 2015/16 появился на поле в девяти матчах зимнего цикла чемпионата, пока у итальянцев были проблемы с защитниками.
В 2015 году известное британское издание The Guardian внесла португальца в список 50-ти самых талантливых игроков мира 1998 года рождения.

## Карьера в сборной
С 2013 года привлекался в молодёжные и юношеские сборные Португалии.